# Зеленоградская (платформа)
Зеленогра́дская — остановочный пункт Ярославского направления Московской железной дороги в пгт. Зеленоградском Пушкинского района Московской области.

## Краткая история
Первоначально платформа носила название Спасская по соседнему селу Спасское-Кощееву с 1897 по 1931 годы. Затем ей присвоено современное наименование по сети подмосковных здравниц «Зелёный город», строившихся неподалёку по инициативе советского журналиста и писателя М. Е. Кольцова (1898—1940).

## Описание
На остановочном пункте имеется две не оборудованные турникетами платформы, обе боковые, на одной из которых есть билетная касса для обслуживания пассажиров. Путей между платформами два. Также вблизи платформы в сторону Москвы расположено ныне заброшенное вокзальное здание.

## Реконструкция
В 2013 году остановочный пункт был подвергнут капитальной реконструкции. Был проведён демонтаж железобетонных конструкций; новая пассажирская платформа является сооружением из модулей, накрытых сплошным настилом. Бетонным является только основание платформы, все элементы конструкций выполнены из стеклокомпозитных материалов, а вместо асфальтового покрытия или тротуарной плитки применён сверхпрочный экологически чистый материал на основе стекловолокна и полиэфирных смол. В едином стиле из стеклокомпозитных материалов выполнены элементы остановочного пункта: ограждения, скамейки для пассажиров и др.

## Транспорт
У остановочного пункта останавливаются следующие маршруты пригородных автобусов Пушкинского района:
- 37 (пл. Зеленоградская — Алёшино — Ординово — Новое Гришино)[3],
- 38 (пл. Зеленоградская — пгт. Лесной)[4],
- 46 (пл. Зеленоградская — Зимогорье — Митрополье — Софрино-1)[5].

Маршруты обслуживаются автоколонной № 1789, находящейся в Ивантеевке.
Маршрутное такси:
- 52 (ст. Пушкино — пл. Зеленоградская — Зимогорье — Митрополье — Софрино-1).